# Méné (Ouargaye)
Pour les articles homonymes, voir Méné.
Méné est une commune située dans le département de Ouargaye de la province de Koulpélogo dans la région du Centre-Est au Burkina Faso.

## Santé et éducation
Méné accueille un centre de santé et de promotion sociale (CSPS).